# Natação no Campeonato Mundial de Esportes Aquáticos de 2009 - 4x200 m livre masculino
A prova do revezamento 4x200 metros livre masculino da natação no Campeonato Mundial de Esportes Aquáticos de 2009 ocorreu no dia 31 de julho no Stadio del Nuoto em Roma.

## Recordes
Antes desta competição, os recordes mundiais e do campeonato nesta prova eram os seguintes:
| Tipo                  | Atleta         | Tempo   | Local     | Data                 | Ref |
| --------------------- | -------------- | ------- | --------- | -------------------- | --- |
|                       | Estados Unidos | 6:58,56 | Pequim    | 13 de agosto de 2008 | ver |
| Recorde do campeonato | Estados Unidos | 7:03,24 | Melbourne | 30 de março de 2007  | ver |

## Medalhistas
| Ouro | Prata | Bronze |
| Estados Unidos · Michael Phelps · Ricky Berens · Davis Walters · Ryan Lochte · Daniel Madwed* · Peter Vanderkaay* | Rússia · Nikita Lobintsev · Michail Polishuk · Danila Izotov · Alexander Sukhorukov · Evgeniy Lagunov* · Sergei Perunin* | Austrália · Henrick Monk · Robert Hurley · Tommaso D'Orsogna · Patrick Murphy · Nicholas Frost* · Kirk Palmer* |

*Nadaram apenas as eliminatórias, mas receberam medalhas

## Resultados

### Eliminatórias
Estes são os resultados das eliminatórias:
| Pos. | País                       | Tempo   | Bateria | Raia | Notas                 |
| ---- | -------------------------- | ------- | ------- | ---- | --------------------- |
| 1    | USA Estados Unidos         | 7:03.30 | 3       | 4    |                       |
| 1    | JPN Japão                  | 7:03.30 | 3       | 3    |                       |
| 3    | AUS Austrália              | 7:05.56 | 1       | 4    |                       |
| 4    | GER Alemanha               | 7:05.62 | 3       | 6    |                       |
| 5    | GBR Grã-Bretanha           | 7:06.11 | 1       | 5    |                       |
| 6    | RUS Rússia                 | 7:06.44 | 2       | 4    |                       |
| 7    | RSA África do Sul          | 7:08.01 | 2       | 3    |                       |
| 8    | ITA Itália                 | 7:08.07 | 3       | 5    |                       |
| 9    | HUN Hungria                | 7:08.24 | 2       | 6    |                       |
| 10   | BRA Brasil                 | 7:09.71 | 3       | 2    | Recorde sul-americano |
| 11   | CAN Canadá                 | 7:09.91 | 2       | 5    |                       |
| 12   | POL Polônia                | 7:12.10 | 1       | 6    |                       |
| 13   | POR Portugal               | 7:16.48 | 2       | 2    |                       |
| 14   | BEL Bélgica                | 7:17.43 | 2       | 0    |                       |
| 15   | CHN China                  | 7:20.50 | 1       | 3    |                       |
| 16   | VEN Venezuela              | 7:20.56 | 1       | 2    |                       |
| 17   | SUI Suíça                  | 7:22.63 | 1       | 9    |                       |
| 18   | KAZ Cazaquistão            | 7:33.08 | 3       | 7    |                       |
| 19   | UZB Uzbequistão            | 7:34.71 | 1       | 7    |                       |
| 20   | TPE Taipé Chinês           | 7:36.83 | 2       | 1    |                       |
| 21   | SIN Singapura              | 7:38.54 | 2       | 7    |                       |
| 22   | IND Índia                  | 8:07.84 | 1       | 1    |                       |
| 23   | UAE Emirados Árabes Unidos | 8:07.89 | 2       | 8    |                       |
| 24   | MAC Macau                  | 8:08.63 | 3       | 8    |                       |
| 25   | MLT Malta                  | 8:11.66 | 2       | 9    |                       |
| 26   | ALB Albânia                | 8:25.33 | 3       | 0    |                       |
| 27   | MNP Marianas Setentrionais | 8:35.74 | 1       | 8    |                       |

### Final
Estes são os resultados da final:
| Pos.              | País               | Raia | Tempo   | Notas           |
| ----------------- | ------------------ | ---- | ------- | --------------- |
| Medalha de ouro   | USA Estados Unidos | 4    | 6:58.55 | Recorde mundial |
| Medalha de prata  | RUS Rússia         | 7    | 6:59.15 |                 |
| Medalha de bronze | AUS Austrália      | 3    | 7:01.65 |                 |
| 4                 | JPN Japão          | 5    | 7:02.26 |                 |
| 5                 | GER Alemanha       | 6    | 7:03.19 |                 |
| 6                 | ITA Itália         | 8    | 7:03.48 |                 |
| 7                 | GBR Grã-Bretanha   | 2    | 7:05.67 |                 |
| 8                 | RSA África do Sul  | 1    | 7:08.51 |                 |

## Novos recordes
| Tipo                  | Atleta         | Tempo   | Local | Data                | Ref |
| --------------------- | -------------- | ------- | ----- | ------------------- | --- |
|                       | Estados Unidos | 6:58.55 | Roma  | 31 de julho de 2009 | ver |
| Recorde do campeonato | Estados Unidos | 6:58.55 | Roma  | 31 de julho de 2009 | ver |

Legenda
| Recorde mundial       | Recorde mundial (World record)               |                       | Recorde africano                      | Recorde africano (African) |                                           | Q | Classificado por posição (Qualified) |
| Recorde do campeonato | Recorde do campeonato (Championship record)  | Recorde da América    | Recorde da América (Americas)         | q                          | Classificado por melhor tempo (Qualified) |   |                                      |
| Melhor marca do ano   | Melhor marca do ano (World leading)          | Recorde asiático      | Recorde asiático (Asian)              | DNS                        | Não largou (Did not start)                |   |                                      |
| Recorde nacional      | Recorde nacional (National record)           | Recorde europeu       | Recorde europeu (European)            | DNF                        | Não terminou (Did not finish)             |   |                                      |
| Recorde pessoal       | Recorde pessoal do atleta (Personal best)    | Recorde da Oceania    | Recorde da Oceania (Oceania)          | DSQ / DQ                   | Desclassificado (Disqualified)            |   |                                      |
| Recorde da temporada  | Recorde da temporada do atleta (Season best) | Recorde sul-americano | Recorde sul-americano (South America) | NM                         | Sem marca (No mark)                       |   |                                      |